# Ferrovia Waiblingen – Schwäbisch Hall
A ferrovia Waiblingen – Schwäbisch Hall (também conhecida em alemão como Murrbahn - Murr Railway - ou Murrtalbahn - Murr Valley Railway) é uma ferrovia importante no estado alemão de Baden-Württemberg e a ligação ferroviária mais curta entre Estugarda e Nuremberg
Começa em Waiblingen e corre entre Backnang e Fornsbach através do vale superior do Murr . A ferrovia Backnang – Ludwigsburg, conhecida como Kleine Murrbahn ("Ferrovia Little Murr"), atravessa a parte inferior do vale Murr. A estrada de ferro Murr continua até Gaildorf no rio Rot e depois para o Schwäbisch Hall no Kocher . Lá, ele se conecta à ferrovia Hohenlohe, de Crailsheim a Heilbronn .

## História
A Royal Württemberg State Railways construiu a Murr Valley Railway ( Murrtalbahn ) e a Gäu Railway ( Gäubahn ) de Stuttgart a Freudenstadt simultaneamente, criando uma linha diagonal através de Württemberg . O supervisor de construção ( Oberbaurat ) Carl Julius Abel foi responsável pelo planejamento e construção da linha. Com ele, as rotas existentes entre Nuremberg e Estugarda via Aalen ou Heilbronn foram reduzidas. 
Em 26 de outubro de 1876, a seção Waiblingen – Backnang foi aberta, seguida pela seção Backnang – Murrhardt em 11 de abril de 1878 e a seção Hessental – Gaildorf em 1 de dezembro de 1879. Em 15 de maio de 1880, a lacuna entre Murrhardt e Gaildorf foi fechada,  que exigiu a construção de dois túneis. 

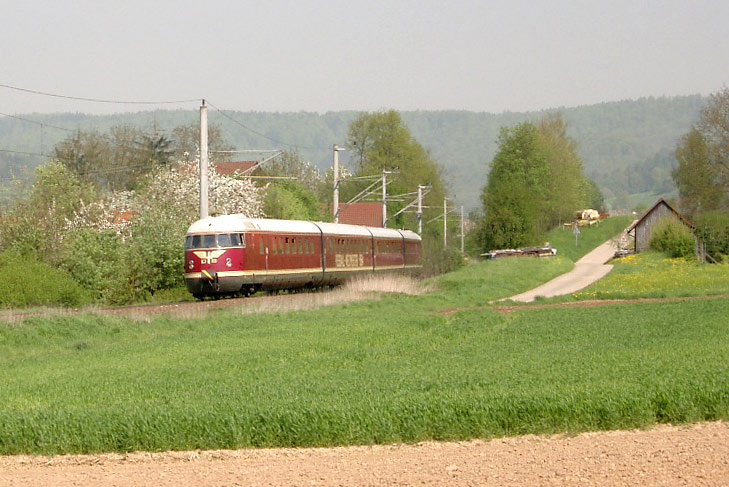
Trem carregando equipe alemã para a Copa do Mundo de 1954, perto de Oppenweiler-Zell

A estação original em Waiblingen, na linha Murr, foi fechada e substituída por uma a oeste como estação de junção. A rota escolhida tinha uma desvantagem para a cidade de Schwäbisch Hall, uma vez que a conexão para a linha entre Stuttgart e Nuremberg tinha que ser feita em Hessental, agora um subúrbio de Schwäbisch Hall, na seção Hessental – Crailsheim da estrada de ferro Hohenlohe (então chamada Kocherbahn ), inaugurado em 1867. A maioria dos trens que partem de Crailsheim para Hessental segue para Backnang e Stuttgart, perdendo a parte inferior da linha Hohenlohe através do Schwäbisch Hall.
Uma linha de ramal foi construída de Backnang via Marbach para Bietigheim em 1879, a fim de fornecer um desvio do nó de Stuttgart para o transporte de longa distância. Às vezes é chamada de Little Murr Railway ( Kleine Murrbahn ).
A linha era única e, após a Primeira Guerra Mundial, a França proibiu sua duplicação por razões estratégicas sob o Tratado de Versalhes . Na Ferrovia Rems, por outro lado, a linha havia sido duplicada em 1910 para Gmünd . Em 1926, sua duplicação foi concluída para Aalen e Goldshöfe
Os trens da linha Murr foram transportados principalmente após a Primeira Guerra Mundial, com o estabelecimento da Deutsche Reichsbahn, até 1975, pelas famosas locomotivas prussianas P 8, que substituíram as locomotivas da classe 38 da Royal Württemberg State Railways.
Em 22 de dezembro de 1934, ocorreu um acidente grave causado por um erro de sinal entre Murrhardt e Sulzbach na cordilheira de Schleißweiler. Dois trens colidiram na pista única e dez pessoas morreram. 
Em 1937, o Flying Stuttgart ( Fliegende Stuttgarter ), que era semelhante ao Flying Hamburger, funcionou na linha. 
No final da Segunda Guerra Mundial, a SS pretendia explodir o túnel Schanz entre Fornsbach e Fichtenberg. Esse plano foi impedido pouco antes de sua execução, no entanto, pela intervenção corajosa do prefeito de Gaildorf, que temia o isolamento econômico de sua região.
A seção Waiblingen – Backnang foi eletrificada e duplicada de 1962 a 1965. Isso incluiu a duplicação do viaduto sobre os Rems. Um novo túnel de duas vias foi construído ao lado do antigo túnel Schwaikheim de via única. Este foi revestido completamente de concreto, e não de tijolo, e foi o primeiro túnel na Alemanha a ser construído dessa maneira. A princípio, a eletrificação beneficiava apenas trens locais, que eram operados principalmente como trens de tração e tração, transportados por locomotivas da classe 141 . Os trens de longa distância e a maioria dos trens regionais para Stuttgart continuaram sendo transportados por locomotivas a vapor e mais tarde a diesel, uma vez que uma mudança de locomotiva em Backnang teria negado em grande parte qualquer economia de tempo de viagem. 
Em 1976, a era do vapor terminou na linha e foram utilizadas locomotivas a diesel, com a classe 211/212 transportando serviços locais. No caso de serviços regionais e de longa distância, a classe 220, a classe posterior 221 foram usadas para trens de longa distância e a classe 215 para trens regionais. Mais tarde, locomotivas da classe 218 foram usadas tanto para trens de longa distância quanto regionais, às vezes usando operação de cabeçalho duplo antes de trens longos.

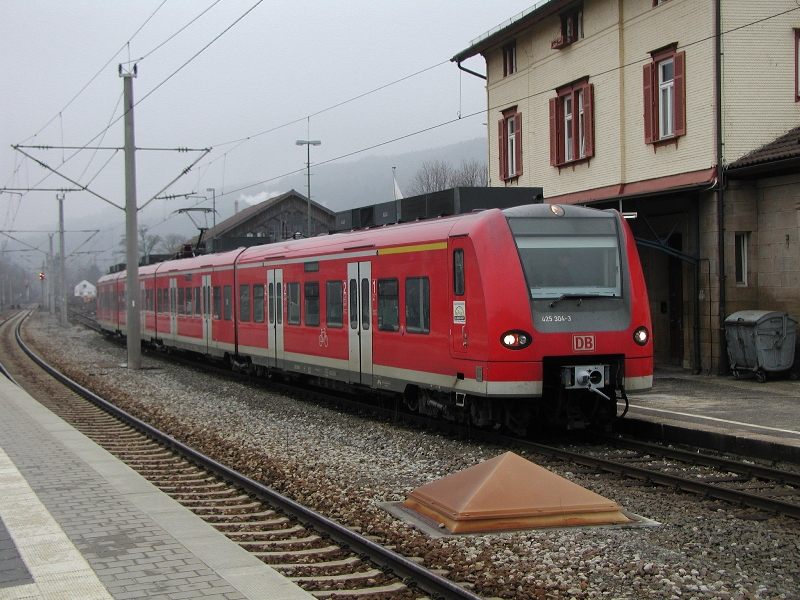
Unidade múltipla 425 304-3 na estação Murrhardt

Na década de 1970, várias medidas de restauração começaram a ser realizadas na linha Murr, como em outras linhas alemãs. As linhas de carga foram construídas em várias estações na seção entre Backnang e Crailsheim. Ao mesmo tempo, os serviços locais foram diminuídos, de modo que eram servidos quase que exclusivamente por trens regionais. Com a eletrificação da linha de Goldshöfe via Crailsheim para Ansbach em 1985, a linha Murr também perdeu todos os seus serviços de longa distância, que agora passavam pela linha Rems mais longa via Aalen. 
No outono de 1981, os serviços S-Bahn de Stuttgart na linha S3 começaram entre Backnang e Stuttgart. Isso foi acompanhado pela introdução de um serviço de intervalo regular em Backnang e serviços extras.
Em 1996, a linha Marbach – Backnang, a seção Backnang – Schwäbisch Hall-Hessental da linha Murr e a seção Schwäbisch Hall-Hessental – Crailsheim da linha Hohenlohe foram eletrificadas. Posteriormente, todas as plataformas da estação de Fornsbach foram reformadas.  Desde a atualização da linha para serviços regionais, serviços de longa distância operam ocasionalmente na linha. 

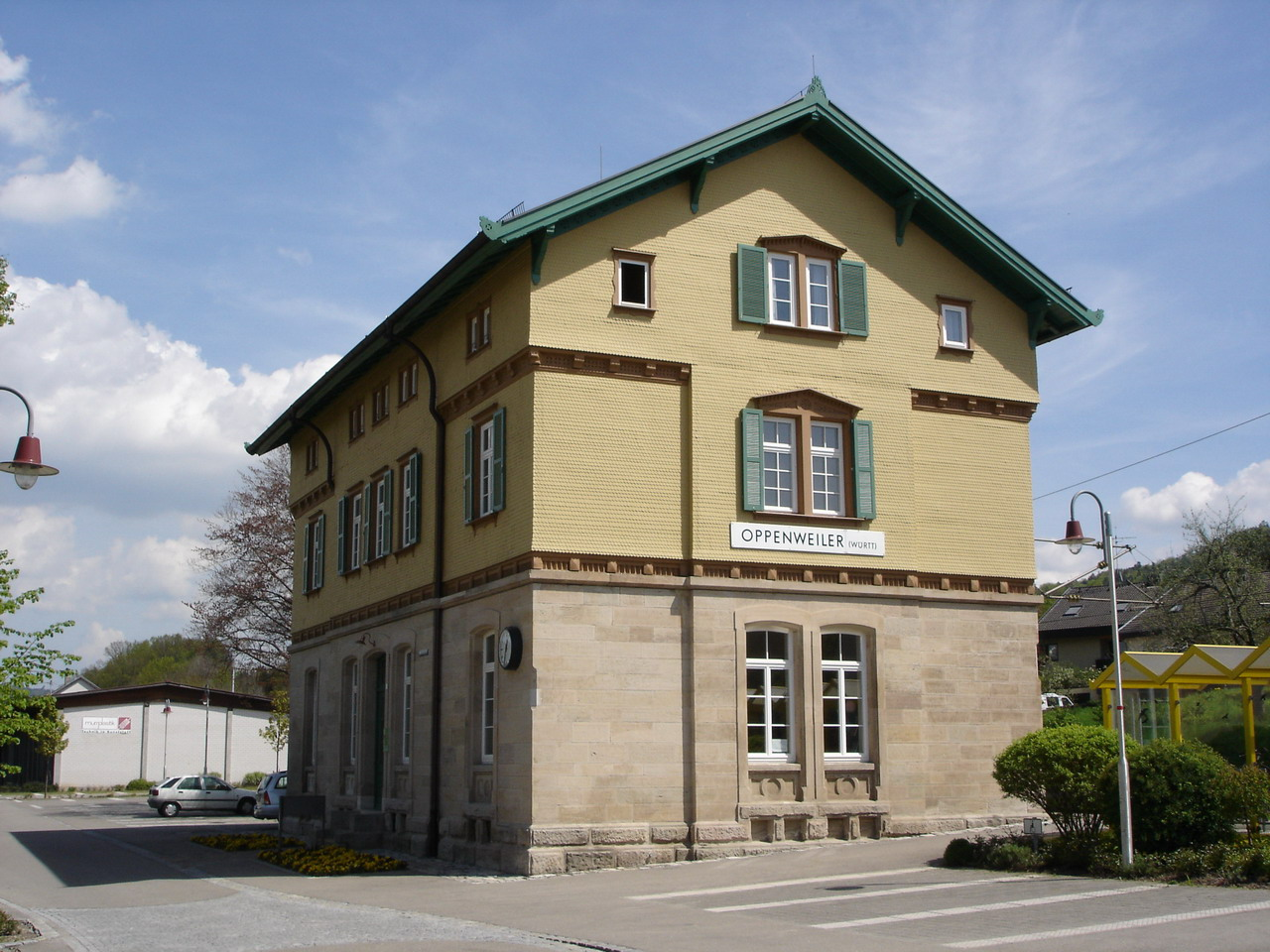
Estação Oppenweiler

### Atualizações
Em 2004, a Deutsche Bahn anunciou que haveria uma atualização adicional da linha com uma faixa adicional na seção Oppenweiler – Sulzbach, uma seção de pista dupla em Fornsbach e a atualização da sinalização. Isso reduziria o tempo de viagem entre Schwäbisch Hall e Stuttgart em 10 minutos (principalmente eliminando o tempo de espera em Murrhardt). Como resultado da redução do financiamento para serviços ferroviários regionais em resposta ao Relatório Koch - Steinbrück, a atualização proposta entre Oppenweiler e Sulzbach foi retirada no final de 2004. 
A região de Verband Stuttgart, que coordena o investimento em transporte público nas regiões de Stuttgart, está examinando a idéia de estender as operações de S-Bahn para Murrhardt . Esta proposta está em concorrência com uma proposta para melhorar os serviços Regional-Express e Regionalbahn nesta rota. 
A atualização na estação de Fornsbach para melhorar a oportunidade de passagem envolve uma mudança na localização da plataforma 120 m mais próxima da cidade, duas novas plataformas fora dos trilhos com passagem subterrânea e a instalação de um trilho de passagem. O objetivo é que a linha de via única de Backnang a Schwäbisch Hall-Hessental, com passagens em Murrhardt e Fornsbach, economize cerca de 10 minutos de tempo de espera e permita um horário coordenado.  Os procedimentos de audiência para a aprovação do planejamento foram concluídos  e a construção do projeto de 12 milhões de euros começou no verão de 2011. O projeto foi encomendado em 9 de dezembro de 2012, conforme o esperado. 

### Estruturas
- Viaduto de Rems em Neustadt

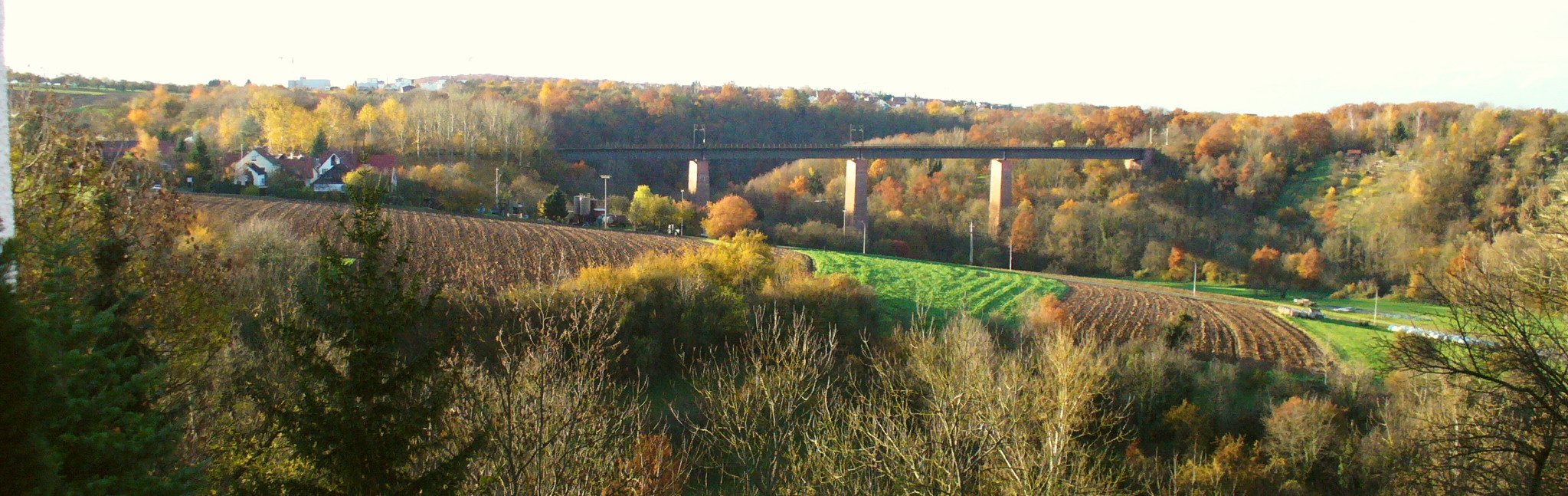
Viaduto de Rems perto de Neustadt

- Túnel de Schwaikheim em Schwaikheim : construído para duplicação e eletrificação da seção Waiblingen – Backnang para o S-Bahn, substituindo um túnel de via única. Foi construído entre 1963 e 1964 e foi a primeira aplicação do novo método de túnel austríaco em uma ferrovia na Alemanha. O velho túnel ainda existe e está murado. [8]
- Viaduto sobre o Weißach em Backnang
- Túnel Schanz em Fichtenberg, 860 m de comprimento. O túnel Schanz foi o terceiro mais longo da rede da Royal Württemberg State Railways, depois do túnel Hochdorf na ferrovia Nagold Valley e o túnel Weinberg na ferrovia Hohenlohe . [9] Como o interior da montanha é composto por rochas Gipskeuper contendo anidrita, que incham fortemente quando em contato com a água, o piso do túnel subiu cerca de quatro metros. [10]
- Túnel de Kappelesberg em Gaildorf
- Viaduto sobre o Bühler em Vellberg

### Operações

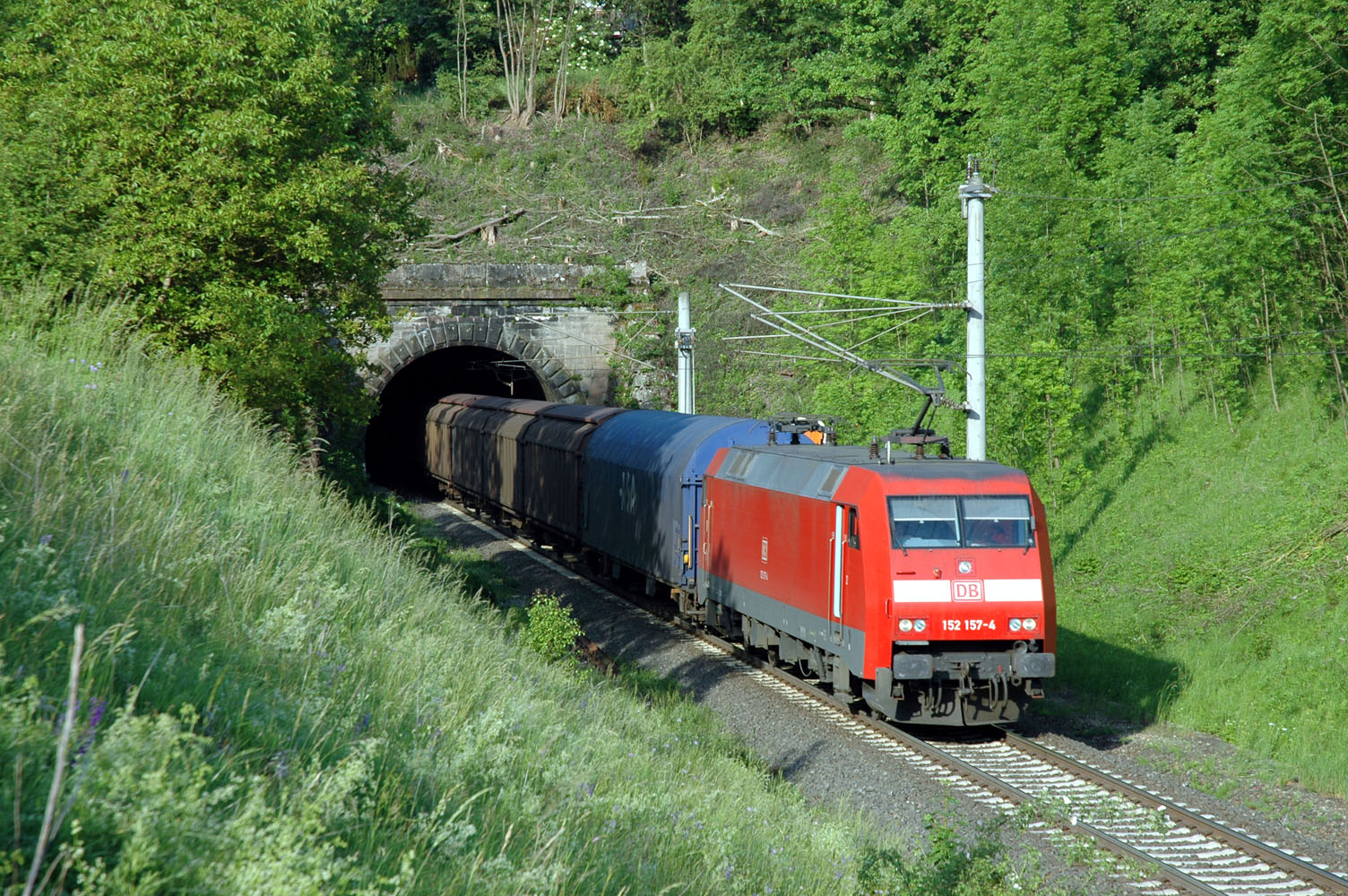
Trem de carga indo para Kornwestheim, perto da saída do túnel de Schanz, perto de Fornsbach (maio de 2007)

Atualmente, os seguintes tipos de serviços ferroviários operam na Murr Railway em dias úteis:
- Serviços de S-Bahn na linha S3 do aeroporto de Stuttgart via Stuttgart e Waiblingen para Backnang
- serviços de hora em hora Regional-Express (RE) de Stuttgart para Backnang, parando apenas em Bad Cannstatt, Waiblingen e Winnenden. Seu destino final alterna entre Hessental ou Nuremberg via Crailsheim.
- um par de serviços Interregio-Express (IRE) entre Stuttgart e Crailsheim via Backnang

Os serviços IRE e RE usam carruagens Silberling, exclusivamente da versão mais antiga. 
No final de semana, o tráfego da Regionalbahn entre Backnang e Schwäbisch Hall é operado com várias unidades elétricas da classe ET 425 . 
Em 9 de dezembro de 2006, o último trem de longa distância circulava na linha Murr (com exceção do tráfego desviado): um expresso de Nuremberg para Stuttgart (com ônibus de Dresden e Praga ). 